# Binabiburg
Binabiburg ist ein Gemeindeteil der Gemeinde Bodenkirchen im niederbayerischen Landkreis Landshut.
Das Pfarrdorf liegt circa vier Kilometer nördlich von Bodenkirchen und ist über die Kreisstraße LA 1 zu erreichen. 
Im Zuge der Gebietsreform schlossen sich am 1. April 1971 die Gemeinden Aich, Binabiburg, Bodenkirchen und Bonbruck freiwillig zur Großgemeinde Bodenkirchen zusammen.

## Bau- und Bodendenkmäler
- Katholische Pfarrkirche St. Johann Baptist
- Wallfahrtskirche St. Salvator
- Burgstall Binabiburg